# Grotte du Trésor
La grotte du Trésor est une des grottes sous-marines situées entre les villes de Rincón de la Victoria  et La Cala del Moral, à environ quinze kilomètres de la ville de Malaga. 
Elle est creusée dans un promontoire calcaire formant une falaise au bord de la Méditerranée. Elle daterait du jurassique.
Son nom vient d'une légende sur la prétendue découverte d'un trésor de la royauté Almoravides à l'intérieur de la cavité.